# Миулешти (Дамбовица)
Миулешти (рум. Miulești) насеље је у Румунији у округу Дамбовица у општини Одобешти. Oпштина се налази на надморској висини од 149 m.

## Становништво
Према подацима из 2002. године у насељу је живело 570 становника, од којих су сви румунске националности.